# Madeleine Braun
Madeleine Braun nascida Weill (25 de junho de 1907, Paris - 22 de janeiro de 1980, Saint-Cloud) foi uma editora e política francesa. Foi Député do Sena pelo Partido Comunista e, em 1946, tornou-se a primeira mulher vice-presidente da Assembleia Nacional.